# 澳氏窄体吸虫
澳氏窄体吸虫（学名：Lyperosomum oswaldoi）为双腔科窄体属的动物。分布于美国、巴西以及中国大陆的云南等地，营寄生生活，终末宿主白颊噪鹛、灰胁噪鹛以及红咀相思鸟等肝脏与胆囊。